# Szent Nonna
Szent Nonna (Cesarea, 285 körül – Nazianszosz, 374 körül) szentek családját megteremtő ókori asszony volt. Ünnepe augusztus 5. A hívek családjaik átformálásáért, a házastársak egymásban Krisztust látó hűséges szeretetéért, a gyermekek üdvösségét elősegítő példaadó nevelésért könyörögnek hozzá.

## Életpályája
Nonna abból a Pontusz nevű városból származott, amelynek lakóit közmondásosan vadnak, gonosznak, az emberiség söpredékének tartották. Nonna egy szektához tartozó férfi felesége lett. Férje  félig zsidó, félig pogány hitelveket vallott, ám 325-ben Nonnának sikerült őt keresztény hitre térítenie. Férje megkeresztelkedett, majd pap, sőt, 328-29-ben Nazianz püspöke lett.
A párnak három gyermeke volt; Nonna mindhármat életszentségre nevelte.
Gyermekei közül legelőbb a legkisebb, Cézáriusz halt meg, aki röviddel a halála előtt keresztelkedett meg, így őt a halála a  keresztségének a beteljesedéseként érte. Nonna fia temetésén is ragyogó ünnepi díszben jelent meg, mivel gyermekét a mennyben tudta. Utóbb lánya, Gorgónia halt meg, majd annak a szeretett férje. Nonna Istennek szentelt áldozatként adta oda őket. Gyermekei közül a középső, Nazianzi Szent Gergely teológus lett a leghíresebb. Nonna életét az ő prédikációiból és sírfeliratából ismerjük.

Nonna szentmise közben, az oltár közelében imádkozva hunyt el.